# Décima batalla del Isonzo
La Decima batalla del Isonzo fue una ofensiva italiana contra el Imperio austro-húngaro durante la Primera Guerra Mundial.

## Trasfondo
Tras nueve batallas del Isonzo, en su mayoría infructuosas, libradas en un periodo de 18 meses, el jefe del Estado Mayor, Luigi Cadorna responsable de lanzar las nueve, se sentía cada vez más incómodo ante la posibilidad de una intervención alemana para ayudar a la debilitada Austria-Hungría en el Frente italiano.
Si bien el ejército Austro-Húngaro estaba sufriendo en lo que se había convertido en una guerra de desgaste, lo mismo podía decirse del ejército de Cadorna, las bajas sufridas hasta la fecha eran tremendas y con cada batalla tendían a ser mayores.
El nuevo Primer ministro del Reino Unido, David Lloyd George, creía desde hace tiempo que la guerra no podía ganarse solo en el frente occidental. Apodado "orientalista", Lloyd George estaba a favor de desviar recursos británicos y franceses del Frente occidental hacia el frente italiano a lo largo del Soča (Isonzo) para quitar el "apoyo" a las Potencias Centrales.
Sin embargo, los propios comandantes de campo de Lloyd George, incluido el comandante en Jefe Douglas Haig junto a los franceses, no estaban de acuerdo, argumentando que no se podían escatimar los recursos del Frente occidental, Especialmente con la próxima ofensiva del Comandante en jefe francés Robert Nivelle cuyo objetivo era acabar la guerra en 48 horas.
En consecuencia, Nivelle envío a Ferdinand Foch para reunirse con Cadorna y discutir sus posibles opciones. Los británicos y franceses acordaron prestar ayudar a los italianos solo en caso de emergencia, por ejemplo, en caso de que de ayuda militar alemana en gran escala a los austro-húngaros.
Con el plan de emergencia preparado, los franceses prepararon a Cadorna para que lanzara una gran ofensiva propia a lo largo del Soča (Isonzo) para coordinarla con su propia ofensiva del Aisne a gran escala (desplegada en abril de 1917). Cadorna aceptó y la décima ofensiva del Isonzo comenzó con un bombardeo de artillería previo que duro 2 días, el 12 de mayo de 1917.

## La ofensiva
Los italianos desplegaron 38 divisiones, contra las 14 divisiones austro-húngaras, cambiaron de táctica una vez más. En las tres batallas anteriores, Cadorna había concentrado sus esfuerzos en ataques cortos y punzantes contra objetivos bien definidos, generalmente a ampliar su única cabeza de puente al este de Gorizia esta vez los italianos volvieron a la meseta del Carso, al sudeste de Gorizia y pusieron en marcha un avance de infantería a lo largo del frente de 40 km para lograr un avance hacia trieste. El segundo. El segundo objetivo de la ofensiva era conquistar el monte Škabrijel, abriendo así el camino hacia el valle de Vipava.
La ofensiva italiana comenzó el 12 de mayo, con una descarga de artillería a lo largo del frente en poder del recién formado Comando della Zona di Gorizia. La mala visibilidad - había niebla a primera hora de la mañana- dificulto la observación y la cadencia de fuego fue baja al principio, solo para aumentar cuando la niebla se disipó. En los sectores con guarnición del Tercer Ejército (Italia), el bombardeo comenzó al mediodía y se prolongó hasta el anochecer a lo largo de todo el frente. Durante la noche, la artillería italiana disparó para destruir los depósitos de suministros y municiones austro-húngaros y líneas de comunicación. En la mañana del día 13, mientras la artillería italiana reanudaba su fuego de destrucción, la artillería austro-húngara respondió por primera vez, iniciando fuego de contrabatería.

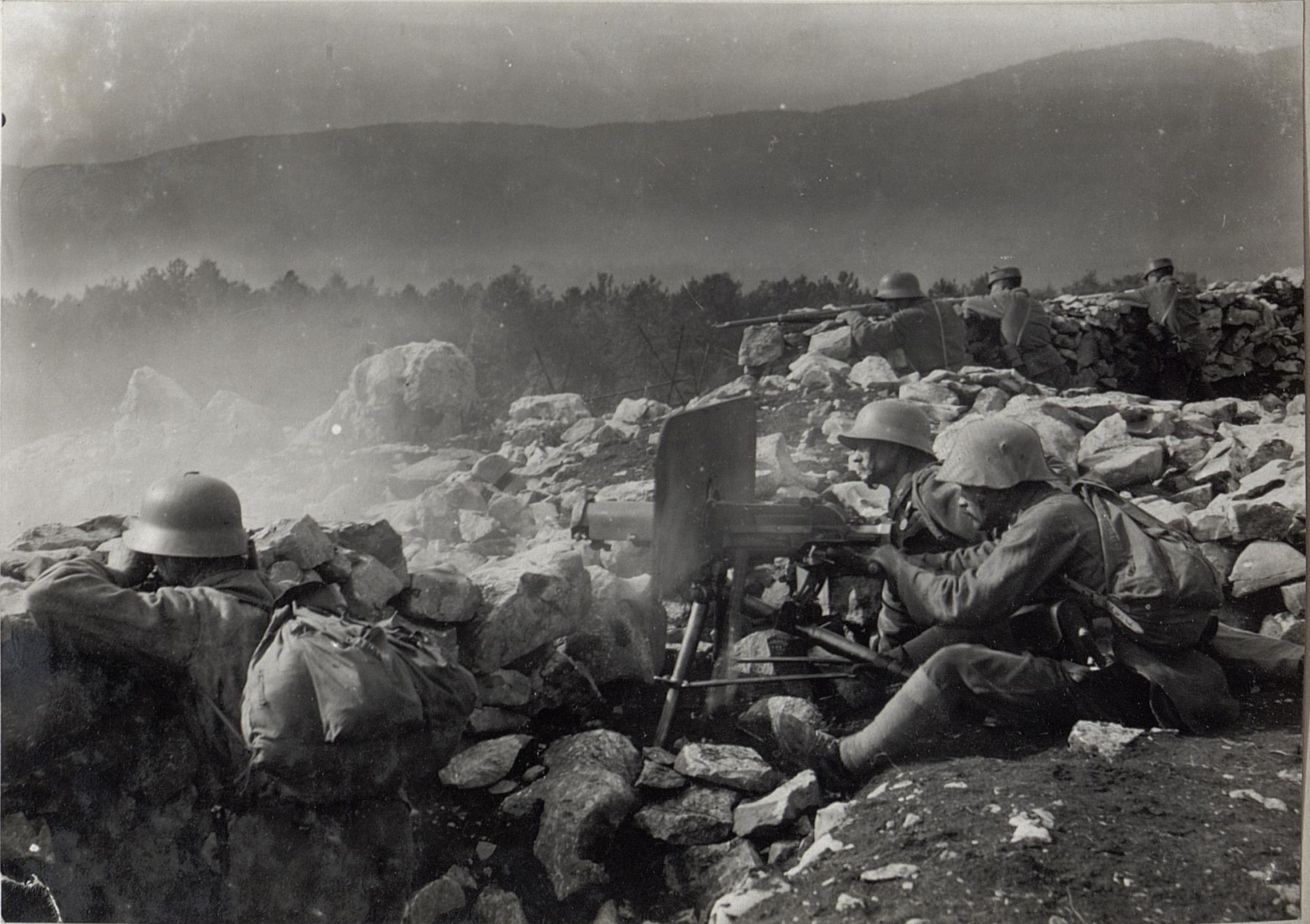
Soldados Austro-Húngaros durante la batalla del Isonzo

El ataque de infantería se lanzó a mediodía del 14 de mayo. En la zona de operaciones del Piave, el II cuerpo de Badoglio logró los primeros éxitos: La brigada de Udine tomo la cota 383, mientras que la brigada de Firenze alcanzó la cota 535 en el Monte Kuk y la brigada de Avellino, sobrepaso la defensa de Zagora, ocupó parcialmente Zagomila, en la carretera del Monte Vodice, Unidades de la brigada de Campobasso lograron alcanzar la cima del monte Sveta Gora, pero un contrataque nocturno austro-húngaro los forzó a abandonar el lugar. Al noroeste de Gorizia, las tropas italianas alcanzaron la cota 126 y 174, cerca de Rožna Dolina, pero no pudieron mantener las posiciones. Al día siguiente, el II Cuerpo aseguró la cima del Kuk y ganó la cima del Vodice, a pesar de la tenaz resistencia austrohúngara.
Mientras se desarrollaba el ataque principal en el sector de Gorizia el XI Cuerpo del III Ejército inicio ataques de distracción empleando a la 21.ª y 22.ª División. Durante estos ataques, el 14 de mayo las brigadas de Pisa, Regina, Brescia y Ferrara sufrieron grandes pérdidas, Además, por la noche, un intenso bombardeo austro-húngaro forzó a los supervivientes a retirarse a las posiciones iniciales.
En el área entre Kostanjevica y Doberdò del Lago, el 26 y 27 de mayo, el XIII Cuerpo de ejército italiano consiguió, tras una serie de sangrientos ataques y contraataques, ganar algo de terreno. El VII Cuerpo italiano avanzó lentamente por las colinas al oeste de Duino-Aurisina, alcanzando las orillas del Timavo. La última acción significativa de la ofensiva tuvo lugar el día 28, cuando la brigada de Toscana capturo brevemente la cota 28 (Villaggio del Pescatore) al sur del Timavo. Pero no pudo mantenerlo durante mucho tiempo. Las operaciones se detuvieron lentamente al día siguiente, con solo acciones menores libradas en pequeñas porciones de la línea del frente.
A lo largo de quince días, las fuerzas italianas habían avanzado a 23 kilómetros de Trieste, llegando casi a la ciudad costera de Duino. Sin embargo, las bajas fueron, como en anteriores ofensivas, elevadas: los italianos perdieron cerca de 160.000 hombres (36.000 muertos), mientras los austro-húngaros que luchaban a la defensiva con la ventaja terrenal perdieron cerca de 125.000 hombres (17.000 muertos).

## Secuelas
Los avances italianos duraron poco. Una gran contra-ofensiva austro-húngara lanzada el 3 de julio recupero prácticamente todo el terreno perdido.
También se produjeron algunos combates en las secciones del norte del frente, en los Alpes julianos, donde los austro-húngaros reforzaron sus posiciones a lo largo de la cordillera de Vršič.
Con la moral del ejército italiano por los suelos, Cadorna planeo un nuevo intento de avance concentrando el mayor número de divisiones y artillería a lo largo del río Soča (Isonzo). En consecuencia, la Undécima batalla del Isonzo inicio dos meses después, en agosto de 1917

## Lectura adicional
Schindler, John R. (2001). Isonzo: The Forgotten Sacrifice of the Great War. Praeger. ISBN 0275972046. OCLC 44681903.